# Vertumne (Arcimboldo)
 (mars 2017).
Vertumne ou Vertumnus est un tableau peint par Giuseppe Arcimboldo en 1590, représentant l’empereur Rodolphe II déguisé en Vertumne. Ce tableau faisait partie de la collection d’œuvres d'art assemblées par Rodolphe II au château de Prague et pillée par les Suédois lors du siège de Prague, dernière action de la guerre de Trente Ans en 1648. Le tableau est conservé au château de Skokloster en Suède.
Vertumne, personnage semi-légendaire et mythologique, était sans doute un roi de l'Étrurie pré-romaine : il accéda à la divinité après sa mort.

## Description
Cette peinture, une huile sur toile par Arcimboldo, date de 1590. Elle est conservée au château de Skokloster en Suède. Elle mesure 70 cm de haut sur 58 cm de large. 
L’arrière-plan est sombre, ce qui fait ressortir les couleurs des fruits et légumes constituant le portrait. La lumière n'a pas d'origine particulière, l'éclairage est homogène. Le regard se porte ainsi sur le portrait et n'est pas distrait par le fond.
Les quatre saisons des récoltes se retrouvent sur le portrait ; les différents types de légumes ne sont pas placés au hasard. 
La tête est ceinte d'une couronne estivale de blé, de raisins, de grenades, de cerises, de figues et de prunes.
La tête elle-même est composée de fruits et légumes d’automne comme la pomme, le raisin et des cosses de petits pois. Les dents sont visibles, le menton est constitué de bogues de châtaignes, les joues de pommes et le nez d’une poire.
Les épaules et le torse sont composés de légumes verts comme le chou, le poireau, l’oignon et le navet. Ce sont des légumes hivernaux.  
Une écharpe faite de fleurs de printemps peut faire penser à un uniforme de la noblesse ou de l’armée.